# Louise Johnson
Louise Napier Johnson, DBE, FRS (Worcester, 26 de setembre de 1940 – 25 de setembre de 2012) va ser una bioquímica i cristalógrafa britànica, professora de la Càtedra "David Phillips" de Biofísica Molecular a la Universitat d'Oxford de 1990 a 2007, i posteriorment professora emèrita.

## Educació
Va assistir a la Wimbledon High School per a dones de 1952 a 1959, on s'estimulava a les noies a estudiar ciència. La seva mare havia estudiat bioquímica i fisiologia al University College de Londres als anys 1930 i va donar suport a la decisió de Louise Johnson de dedicar-se a una carrera científica. Va assistir al University College de Londres el 1959 per estudiar física i, venint d'una escola exclusiva per a dones, li va sorprendre ser una de només 4 noies, en una classe de 40 estudiants. Va cursar física teòrica com la seva opció de tercer any. Mentre treballava amb l'Autoritat per a l'Energia Atòmica del Regne Unit a Harwell sobre la difracció de neutrons durant una de les seves vacances, va conèixer al Dr. Uli Arndt, un científic instrumental, qui treballava en la Royal Institution a Londres. Estava impressionada amb el treball que es desenvolupava aquí, i el 1962 es va mudar a la Royal Institution per obtenir un doctorat en biofísica. El seu supervisor de tesi va ser David Chilton Phillips, l'equip del qual estava treballant en l'estructura cristal·lina de la lisozima. La seva primera tasca va ser determinar l'estructura d'una molècula de sucre, N-acetilglucosamina, utilitzant difracció de rajos X, la qual cosa va poder resoldre en un any. Llavors va passar a l'estudi de la unió del substrat a la proteïna lisozima, i va formar part de l'equip que va descobrir l'estructura d'aquest enzim; aquesta va ser la tercera estructura de proteïna resolta per cristal·lografia de rajos X a la història, i el primer enzim. Va obtenir el seu doctorat el 1965 i va estar al laboratori del professor Frederic M. Richards a la Universitat Yale per un any posdoctoral el 1966. A Yale, va treballar integrada en un equip amb Richards i Hal Wyckoff sobre l'estructura cristal·lina d'un altre enzim, ribonucleasa, que va ser resolta poc després que ella se'n va anar: la quarta estructura de proteïna resolta.

## Carrera
Després del seu any posdoctoral a Yale, va tornar al Regne Unit el 1967 com a auxiliar del Departament de Zoologia de la Universitat d'Oxford. Johnson va ser capaç de combinar l'ensenyament amb la recerca independent i va continuar el seu treball sobre la lisozima i nous estudis cristal·lins sobre altres enzims. El 1972 va rebre alguns cristalls de glucogen fosforilasa i això va ser el començament d'un capítol important en la seva carrera de recerca. Va començar una anàlisi detallada mitjançant cristal·lografia de rajos X de la proteïna, la qual era vuit vegades més gran que la lisozima i molt més gran que qualsevol de les altres proteïnes les estructures de les quals havien estat resoltes llavors.
El 1973 va ser designada com a professora a la universitat (lecturer), un lloc que va ser associat amb el Somerville College. Va esdevenir Additional Fellow de la universitat i Janet Vaughan Lecturer. En aquell moment era capaç d'expandir el seu equip d'estudiants graduats i investigadors posdoctorales. El treball de la fosforilasa es va desenvolupar i cap el 1978 l'equip havia descobert la seva estructura i va ser capaç de treballar en les seves propietats de control biològic. La glucogen fosforilasa es troba en els músculs i és responsable de mobilitzar l'emmagatzematge d'energia del glucogen per proveir combustible per sostenir la contracció muscular. En el múscul de repòs, l'enzim s'apaga per evitar la degradació del combustible, però en resposta als senyals nerviosos o hormonals, l'enzim s'encén gairebé simultàniament per generar el subministrament d'energia. La seva recerca va ser dirigida a comprendre la base molecular de les propietats biològiques del control i del mecanisme catalític. El seu equip utilitzá la brillant font de raigs X generada a l'origen de la radiació de sincrotró en Daresbury, que va proporcionar dades que no es podien obtenir a la font d'origen. Va ser professora de la Càtedra David Phillips en biofísica molecular a la Universitat d'Oxford entre 1990-2007.
El laboratori de Johnson a Oxford va resoldre i va estudiar moltes altres estructures de proteïnes, ella va aportar 100 entrades en el Protein Data Bank incloent-hi moltes formes de glucogen fosforilasa i de complexos CDK/ciclina del cicle cel·lular. Juntament amb Tom Blundell va escriure un influent llibre de text sobre cristal·lografia de proteïnes. Va ser Directora de Ciències de la Vida a Diamond Light Source entre 2003-2008, i va ser Fellow de l'organisme entre 2008-2012. Diamond Light Source és la instal·lació nacional britànica de radiació de sincrotrón a Harwell, Oxfordshire.

## Honors
Se li va atorgar l'ordre de Dama Comandant (DBE) el 2003, i es va convertir en Dama de l'Imperi Britànic. Va ser Fellow (membre) del Corpus Christi College i Fellow Honorari del Somerville College. Va rebre diversos graus honoraris, incloent: Doctor of Science honorari (Hon DSc) a la Universitat de Saint Andrews, 1992; Hon DSc a la Universitat de Bath, 2004; Hon DSc en l'Imperial College London, 2009; Hon DSc Universitat de Cambridge, 2010. Va ser triada Membre de la Royal Society, 1990; Membre Associat de la Tercera Acadèmia Mundial de Ciència, 2000; i Associat Estranger de l'Acadèmia Nacional de Ciències dels Estats Units, 2011.

## Vida personal
Johnson es va casar amb el físic teòric Abdus Salam el 1968. Ell posteriorment compartiria el Premi Nobel de Física el 1979 pel seu treball sobre la unificació electrodébil. Van tenir dos fills: un fill nascut el 1974 i una filla nascuda el 1982. Ella va morir el 25 de setembre de 2012 a Anglaterra.